# Wohlstand für Alle (Buch)

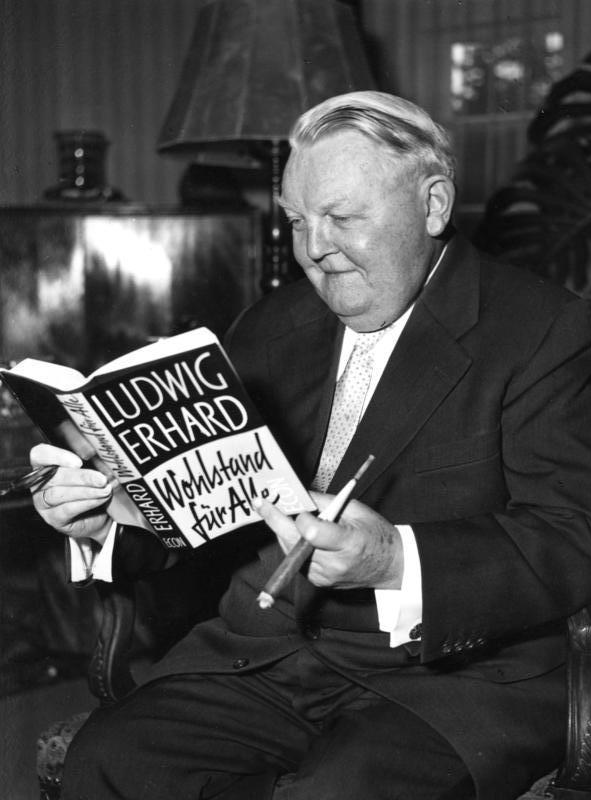
Ludwig Erhard mit einem Exemplar des Buchs und einer Zigarre (1957)

Wohlstand für Alle ist ein 1957 von Ludwig Erhard veröffentlichtes Sachbuch zur deutschen Wirtschaftspolitik. Obwohl es vom Ökonomen Wolfram Langer als Ghostwriter bearbeitet wurde, hat Erhard es in der Ich-Form geschrieben. In diesem populärwissenschaftlich geschriebenen Titel legte der damalige Bundeswirtschaftsminister des Kabinetts Adenauer II und spätere deutsche Bundeskanzler seine Vorstellungen zur Sozialen Marktwirtschaft dar.

## Inhalt
Erhard formuliert in seinem Werk das Ziel, breiten gesellschaftlichen Schichten Wohlstand zukommen zu lassen. Nach Erhards Überzeugung könne nur eine freie Wirtschaft Wohlstand für alle schaffen und müsse vor staatlichen Eingriffen sowie vor Kartellen und Monopolen geschützt werden.
Die überkommene Situation einer dünnen, aber kaufkräftigen Oberschicht, die einer breiten Unterschicht mit wenig Ressourcen für Konsum gegenüberstehe, müsse überwunden werden. Mittel hierzu sei der Wettbewerb. Dieser ermögliche „eine Sozialisierung des Fortschritts und des Gewinns“ und halte das Leistungsstreben wach.

## Rezeption
Der Titel des Buches Wohlstand für Alle ist zu einem verbreiteten Slogan geworden. Nach Thomas Strobl sei der Grundgedanke einfach gewesen: Die Politik habe dafür zu sorgen, dass die Wirtschaft wachse, dann würden für alle größere Erträge abfallen.
2011 griff Sahra Wagenknecht in ihrem Buch Freiheit statt Kapitalismus im Kapitel Das gebrochene Versprechen Ludwig Erhards Ludwig Erhards Versprechen Wohlstand für Alle auf Grundlage seiner Theorie auf. Sie kritisiert darin eine „Wirtschaft des völlig freien Marktes“ und verweist auf eine Tradition dieser Kritik im von Erhard vertretenen Ordoliberalismus.
„Wohlstand für alle“ ist auch der Name eines Podcasts über Wirtschaftsthemen von Ole Nymoen und Wolfgang M. Schmitt. Beide Autoren stehen den Thesen Ludwig Erhards kritisch gegenüber.

## Ausgaben
- Ludwig Erhard: Wohlstand für Alle. Econ Verlag, Düsseldorf 1957, ISBN 3-86647-344-3.